# Tegha

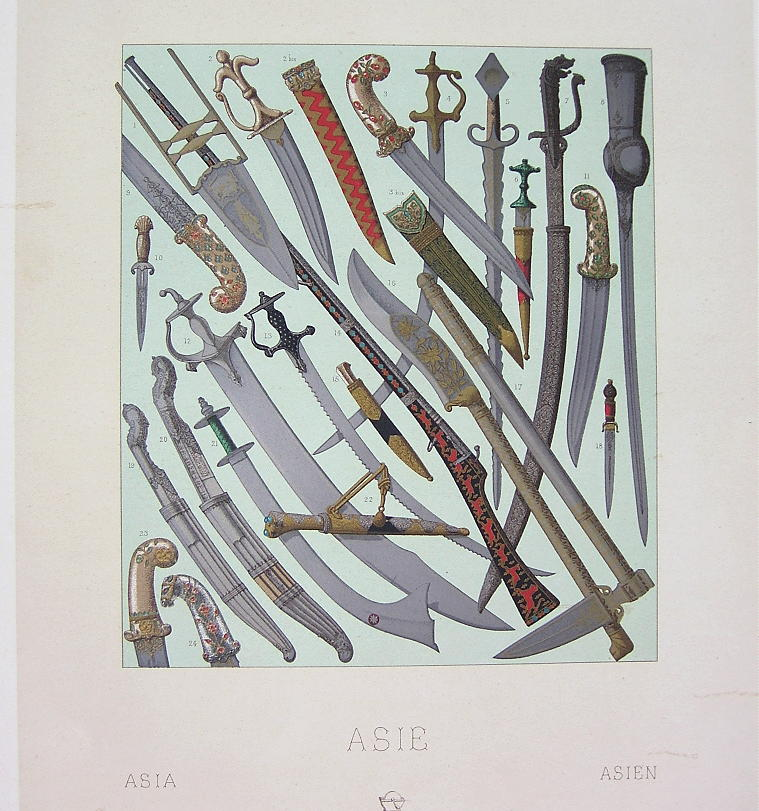
Plansza z bronią indyjską. Tegha pod nr 12

Tegha lub tega – rodzaj szabli, używanej w Indiach, o bardzo szerokiej i/lub bardzo zakrzywionej głowni.
W języku arabskim tegha oznacza po prostu głownię miecza, ale przyjęło się tego słowa używać jako nazwy broni zbliżonej do talwaru, lecz o głowni szerszej i bardziej zakrzywionej. Ze względu na podobieństwo rozgraniczenie między talwarem (klasyczną szablą indyjską) a teghą nie jest łatwe. Na ogół za teghi uznaje się tylko egzemplarze najszersze i najbardziej zakrzywione.
Broń tego typu pojawia się na indyjskich reliefach z II w.n.e., jednak nie jest udowodnione zachowanie ciągłości wytwarzania takiej broni aż do momentu, kiedy pojawia się ona w czasach nowożytnych. Niemniej „nowoczesna” forma potwierdzona wczesną ikonografią wskazuje na możliwe istnienie tradycji używania takiej broni. Tegha jest najprawdopodobniej pochodzenia północnohinduskiego. Zachowane egzemplarze są bardzo szerokie i mocno wygięte, z rękojeścią na ogół chronioną koszową osłoną typu hinduskiego. Północno-zachodnie Indie pod panowaniem Wielkich Mogołów przyjęły muzułmański styl broni.
Muzułmańskie talwary do początku XVII w. miały na ogół głownie stosunkowo proste i z piórem; od lat 20. XVII w. upowszechniła się forma mocniej wygięta i bez pióra, a najsilniej wygięte egzemplarze są nazywane tegha. Centralne Indie, choć pod wpływem Mogołów, zachowały własne tradycje. W XVIII w. Vizianagaram w państwie Marathów stał się ważnym centrum produkcji broni. Jednym z typowych wyrobów były ciężkie teghi o szerokiej, hinduskiej głowni i kanciastej osłonie rękojeści, typu muzułmańsko-hinduskiego. Tamtejsze wytwory często zdobiono grubym, wycinanym reliefem.
Szable te były używane zarówno przez Marathów, Radźputów, jak i Mogołów. Prawdopodobnie pierwotnie służyły kawalerzystom jako druga broń boczna, wieszana u siodła. Ze względu na swoje imponujące rozmiary przejęły następnie funkcję broni ceremonialnej.